# 歌劇魅影 (迷你影集)
《歌劇魅影》（英語：The Phantom of the Opera）是一部1990年於美國播出的迷你影集，由托尼·理察森導演，查爾斯·丹斯、泰瑞·普羅領銜主演。故事內容改編自編劇亞瑟·科別特當時尚未上演的音樂劇《魅影》（Phantom），後者的劇本改編自法國作家卡斯頓·勒胡的小說《歌劇魅影》。

## 製作發行
本劇改編自亞瑟·科別特自己1982年的音樂劇作品《魅影》，而《魅影》則改編自卡斯頓·勒胡的小說《歌劇魅影》。該作品一開始之所以無法以音樂劇的形式發表，是因為安德魯·洛伊·韋伯先於科別特發表了基於類似概念的音樂劇作品《歌劇魅影》。後來科別特得知NBC在找迷你影集的劇本，因此寄了一份過去，並獲得採用。
該劇由托尼·理察森導演，於歐洲拍攝，其中地點大多位於巴黎附近。其中也有在巴黎歌劇院拍攝，而由於巴黎歌劇院內部經過整修，一些室內的戲在奧德翁劇院進行拍攝。不過影片的進退場均在巴黎歌劇院拍攝，並在其屋頂上拍了最後一幕。NBC共耗資一千萬製作本劇，並花了11週進行拍攝。最終影片長度約四小時，於1990年以迷你影集的形式在電視頻道上分兩集播出。
科別特表示，先前（於他）的《歌劇魅影》改編版本著重於描述故事中「恐怖」的部分，而非「浪漫」，而且沒有提及（男主角魅影和女主角克莉絲汀）關係是怎麼開始的。因此他決定從兩者相遇前面一些的地方開始講述這個故事。並且，他也決定使用大量的經典歌劇詠嘆調而非原創作為劇中的音樂，用以讓他的作品「充滿魅影的心、靈魂和熱情」。他也幫艾瑞克創造了一個家人——父親，即前任劇院經理杰拉德。杰拉德為劇中的關鍵角色，串起多個故事。該角色結合了原著中的劇院經理和波斯人，知道魅影的底細。

## 劇情
艾瑞克生活於巴黎歌劇院地下，劇院經理杰拉德一直為其後援。某日劇院換了新的經理肖萊先生，他帶了妻子卡洛塔赴任，並決定揪出有「劇院魅影」之稱的艾瑞克。同時，艾瑞克聽到了新來劇院的克莉絲汀的歌聲，想起毫無保留愛著自己的母親，決心暗地保護提拔她。

## 演員
以下僅列出主要角色及其飾演者：
- 艾瑞克：查爾斯·丹斯飾演，唱歌的部分交由 Gerard Garino
- 克莉絲汀·戴也：泰芮·普羅（英语：Teri Polo）飾演，歌聲由 Michèle Lagrange（法语：Michèle Lagrange） 配音
- 杰拉德·卡里埃爾（Gerard Carriere）：畢·蘭卡斯特飾演
- 肖萊先生（M. Cholet）：伊恩·理查德森（英语：Ian Richardson）飾演
- 卡洛塔（Carlotta）：Andrea Ferreol 飾演，Helia T'Hezan 唱歌

## 獲得獎項
該劇獲獎情形如下：
| 年度 | 獎項   | 類別（簡稱）            | 結果 | 類別原文 |
| ---- | ------ | ----------------------- | ---- | -------- |
| 1990 | 艾美獎 | 傑出作曲                | 提名 |          |
| 1990 | 艾美獎 | 傑出化妝                | 提名 |          |
| 1990 | 艾美獎 | 傑出髮型                | 獲獎 |          |
| 1990 | 艾美獎 | 傑出服裝設計            | 提名 |          |
| 1990 | 艾美獎 | 傑出藝術總監            | 獲獎 |          |
| 1991 | 金球獎 | 最佳演出（畢·蘭卡斯特） | 提名 |          |
| 1991 | 金球獎 | 最佳迷你影集            | 提名 |          |

## 評價
根據TV Guide網站的評論，本劇以強化心理導向的方式淡化了原著小說中驚悚的元素。
《猶他新聞》（Deseret News）認為地下迷宮的場景和吊燈墜毀那幕表現出這部作品的品質之高。劇中有粗糙的協商，也有非常浪漫的橋段：如克莉絲汀看了面具下的艾瑞克而昏過去、兩人二重唱《浮士德》中的曲目。猶他新聞也表示「丹斯將魅影詮釋地很棒，兇險神秘但又平易近人；普羅飾演的女主角很生動，詮釋出科別特的文字中的微妙情感；Ferreol 飾演的卡拉特很搶眼，表現如漫畫人物般，然而又不會模糊焦點，這正是這部迷你影集傑出的地方之一」。
《娛樂週刊》的肯·塔克（Ken Tucker）評論：「在某些人手上，電視版的魅影很容易就變成巴黎版美女與野獸，然而科別特和導演讓男女主角之間的故事既感人又嚇人，而經理賦予故事重量和魅力。」而根據《娛樂週刊》的馬克思·亞歷山大（Max Alexander），此作劇情偏離了卡斯頓的故事，而有些佛洛伊德式父親形象的意味。魅影有很多風格，而所有魅影的故事都包含了劇院大吊燈的墜落。這個場景仍然是故事的關鍵，因為歌劇魅影描述的是被社會拋棄的人的報復。
《時人雜誌》：科別特為魅影的毀容和對來自鄉村的女高音女孩的固執提供新的詮釋。畢·蘭卡斯特飾演被解僱的巴黎歌劇院經理，一如往常表現出他精煉的尊貴。而丹斯是位優雅的魅影。新劇院經理對妻子的迷戀為此劇帶來巨大喜劇效果。

## 備註
1. ↑  首次公演於1991年[2]
2. ↑  以電視而言是相當長的拍攝時間[5]

## 外部連結
- Klein, Alvin. . The New York Times. 1992-09-13  [2015-12-05]. （原始内容存档于2015-05-26） （英语）.